# Nokia 6280
Il Nokia 6280 è un telefono prodotto dall'azienda finlandese Nokia e immesso in commercio nel 2005.

## Caratteristiche
- Dimensioni: 100 x 46 x 21 mm
- Massa: 115 g
- Risoluzione display: 320 x 240 pixel a 262 144 colori
- Durata batteria in conversazione: 5 ore
- Durata batteria in standby: 200 ore (8 giorni)
- Fotocamera: 2.0 megapixel
- Memoria: 6 MB espandibile fino a 70 MB con MiniSD
- Bluetooth, infrarossi e USB

## Kit d'acquisto
- Batteria
- Manuale d'uso
- Caricabatteria da viaggio
- MiniSD Memory card da 64 MB